# Anthony James
Anthony James (născut James Anthony; n. 22 iulie 1942, Myrtle Beach⁠(d), Carolina de Sud, SUA – d. 26 mai 2020, Cambridge, Massachusetts, SUA) a fost un actor american de film și televiziune.

## Biografie
Anthony James s-a născut James Anthony la 22 iulie 1942 în Myrtle Beach, Carolina de Sud⁠(d), unicul copil al imigranților greci George Anthony (1893–1951) și Marika Palla (1913–2008). Și-a invers ordinea numelor, deoarece sindicatul din care făcea partea avea deja un actor cu acest nume.

## Cariera
Acesta a interpretat numeroase roluri în serialul western Gunsmoke⁠(d). Pe parcursul carierei, a continuat să apară în seriale precum Hawaii Five-O⁠(d), The High Chaparral⁠(d), Bonanza, The Rookies⁠(d), Îngerii lui Charlie, Starsky & Hutch⁠(d), Buck Rogers in the 25th Century⁠(d), Holmes & Yoyo⁠(d), The Fall Guy⁠(d), The A-Team, Hunter⁠(d), Quincy, M.E.⁠(d), Star Trek: Generația următoare, Beauty and the Beast⁠(d) și Familia Bundy. 
James a apărut și într-o serie de lungmetraje. L-a interpretat pe Ralph, barmanul unui restaurant, în filmul În arșița nopții din 1967. Au urmat alte roluri în P.J.⁠(d) (1968), Tick... tick... tick... (1970), Străinul fără nume (1973), Balada macabră (1976), Blue Thunder⁠(d) (1983), Nightmares⁠(d) (1983) și Un polițist cu explozie întârziată 2 1/2⁠(d) (1991).
A apărut în videoclipul melodiei „Fallen Angel⁠(d)” din 1988 al formației Poison. :139 S-a retras din actorie la începutul anilor 1990, ultimul său rol fiind în filmul Necruțătorul (1992) al lui Clint Eastwood. Primul și ultimul film al carierei sale au câștigat Premiul Oscar la categoria „cel mai bun film”.
După ce s-a retras în Arlington, Massachusetts⁠(d), s-a concentrat pe pictură. În 1994, a publicat o carte de artă și poezie intitulată Language of the Heart. Autobiografia sa - Acting My Face - a fost publicată în 2014.

## Moartea
James a murit de cancer în Cambridge, Massachusetts pe 26 mai 2020 la vârsta de 77 de ani.

## Filmografie
- The Home-Made Car (1963)
- In the Heat of the Night (1967) — Ralph
- P.J. (1968) — barman (nemenționat)
- Sam Whiskey (1969) — Cousin Leroy
- ...tick...tick...tick... (1970) — H.C. Tolbert
- Vanishing Point (1971) — First Male Hitchhiker
- The Culpepper Cattle Co. (1972) — Nathaniel
- High Plains Drifter (1973) — Cole Carlin
- The Teacher (1974) — Ralph Gordon
- Hearts of the West (1975) — Lean Crook
- Burnt Offerings (1976) — The Chauffeur
- Victory at Entebbe (1976) — Gamal Fahmy
- Return from Witch Mountain (1978) — Sickle
- Texas Detour (1978) — Beau Hunter
- The Fifth Floor (1978) — Derrick
- Ravagers (1979) — Ravager Leader
- Soggy Bottom, U.S.A. (1981) — Raymond
- Wacko (1982) — Zeke
- Blue Thunder (1983) — Grundelius
- Nightmares (1983) — Store Clerk (segmentul "Terror in Topanga")
- The A-Team (1985) — Connor
- World Gone Wild (1987) — Ten Watt
- Mortuary Academy (1988) — Abbott Smith
- Slow Burn (1989) — Renzetti
- The Naked Gun 2½: The Smell of Fear (1991) — Hector Savage
- Unforgiven (1992) — Skinny Dubois (rol final de film)